# Port-Jackson-Stierkopfhai
Der Port-Jackson-Stierkopfhai (Heterodontus portusjacksoni) ist ein 1 bis 1,2 m (max. 1,65 m) langer, grauer bis hellbrauner Hai mit einigen auffallenden dunklen Streifen. Er kommt nur vor Australien und Neuseeland vor und ist für Bissunfälle mit Badegästen bekannt, weil er sich bei Störungen oft wehrt. Häufig ruht er am Grund, auch in seichten Gewässerabschnitten. Ansonsten ist er für Menschen völlig harmlos.

## Aussehen und Merkmale
Der Port-Jackson-Stierkopfhai hat eine Körperlänge von durchschnittlich 100 bis 120 cm und kann Maximalgrößen von 160 cm erreichen. Er hat eine hellbraune bis graue, in seltenen Fällen auch fast weiße Körperfärbung mit einer auffälligen Zeichnung aus dunklen Vertikalstreifen auf dem Kopf und den Wangen. Hinter den Kiemen bilden die Streifen ein Dreieck, dessen Ecken von der ersten Rückenflosse, den Bauchflossen und den Brustflossen ausgehen. Über die Flanken und den Schwanz zieht sich zudem ein schwarzer Streifen.

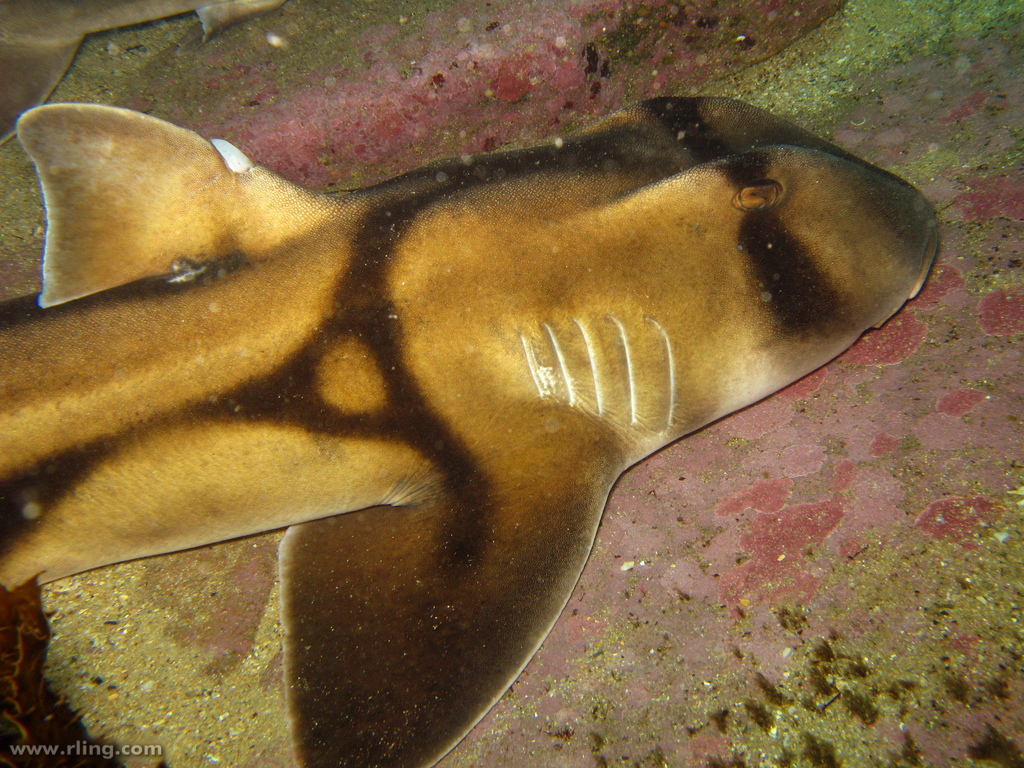
Kopf des Port-Jackson-Stierkopfhais

Der Hai besitzt einen zylindrischen Körper mit einem konisch geformten Kopf. Die Schnauze ist sehr klein und breit gerundet, die Augenwülste sind niedrig ausgeprägt. Er besitzt eine Afterflosse und zwei Rückenflossen, die beide bedornt sind. Die erste Rückenflosse beginnt über der Basis der Brustflossen, die zweite Rückenflosse über den Enden der Bauchflossen. Der Hai besitzt fünf vergleichsweise lange Kiemenspalten und ein sehr kleines Spritzloch (Spiraculum) unterhalb des Auges.

## Lebensweise

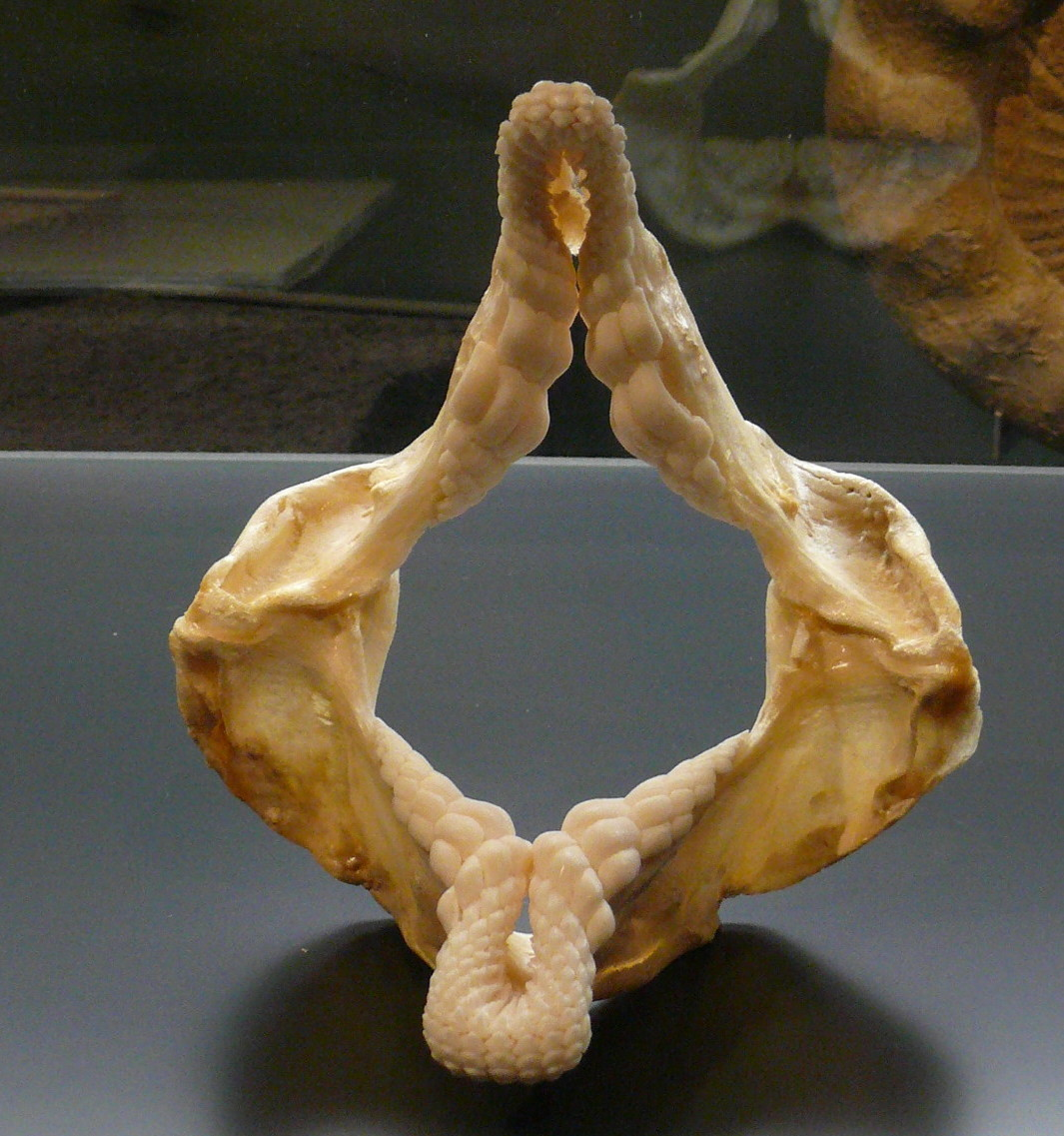
Kiefer von Heterodontus portusjacksoni, der in Anpassung vor allem an das Aufbrechen von Stachelhäutern Pflasterzähne aufweist.

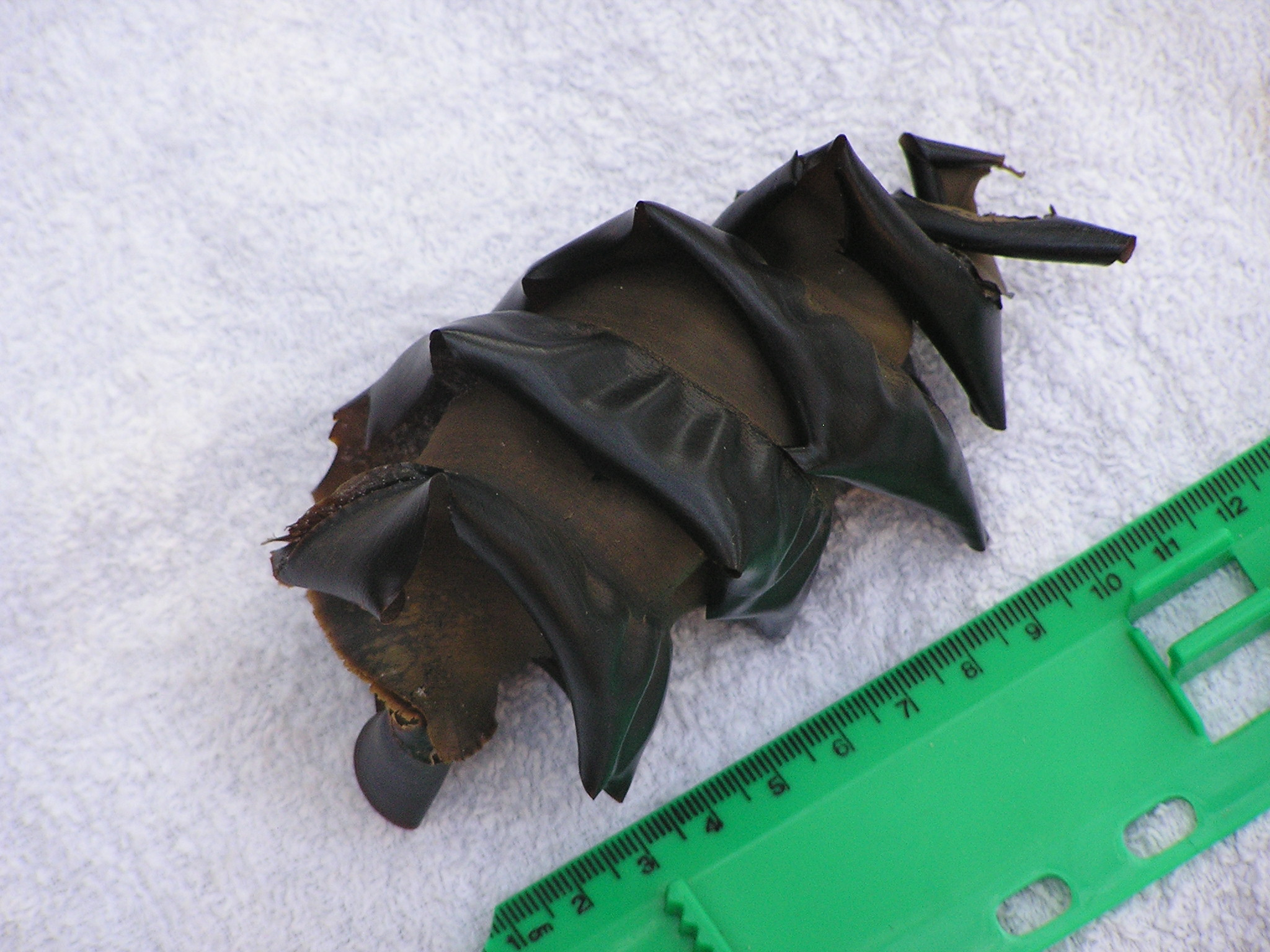
Ei

Der Port-Jackson-Stierkopfhai ist eine nachtaktive Art und lebt in Küstennähe (Gezeitenzone) im Bereich des Kontinentalschelfs sowie an Inselsockeln bis in Tiefen von etwa 170 m. Er lebt in Höhlen und auf sandigen Böden sowie in flachen Riffen, wo er sich zu Gruppen bis zu 16 Tieren aggregiert. Eine australische Studie zeigte, dass sich die Haie in diesen Ansammlungen nicht nur kennen, sondern auch gezielt die Gesellschaft von bestimmten Individuen suchen und das über viele Jahre hinweg. National Geographic titelte daraufhin: „Sharks have best friends, like us.“ (Haie haben beste Freunde, genauso wie wir.)
Er ernährt sich vor allem von Stachelhäutern wie Seesternen und Seeigeln, jagt jedoch auch andere wirbellose Tiere (Garnelen, Hummer, Krabben, Langusten, Muscheln, Schnecken, Tintenfische) sowie kleine Fische.
Er ist wie alle Stierkopfhaie eierlegend (ovipar) und legt relativ einfach gebaute Eier ab. Diese besitzen zwei flache Kämme, die schraubig um die Schalenachse verlaufen und kurze Hornfäden an den Enden der Eischale. Die Weibchen legen saisonal 10 bis 16 Eier unter steinigen Unterschlüpfen in Flachriffen ab. Die Junghaie schlüpfen nach 9 bis 12 Monaten mit einer Größe von etwa 23 cm, danach wandern sie zum Schutz vor größeren Räubern in Ästuare und flache Buchten ab. Die Geschlechtsreife erreichen die Tiere bei einer Länge von ungefähr 50 bis 80 cm.

## Verbreitung

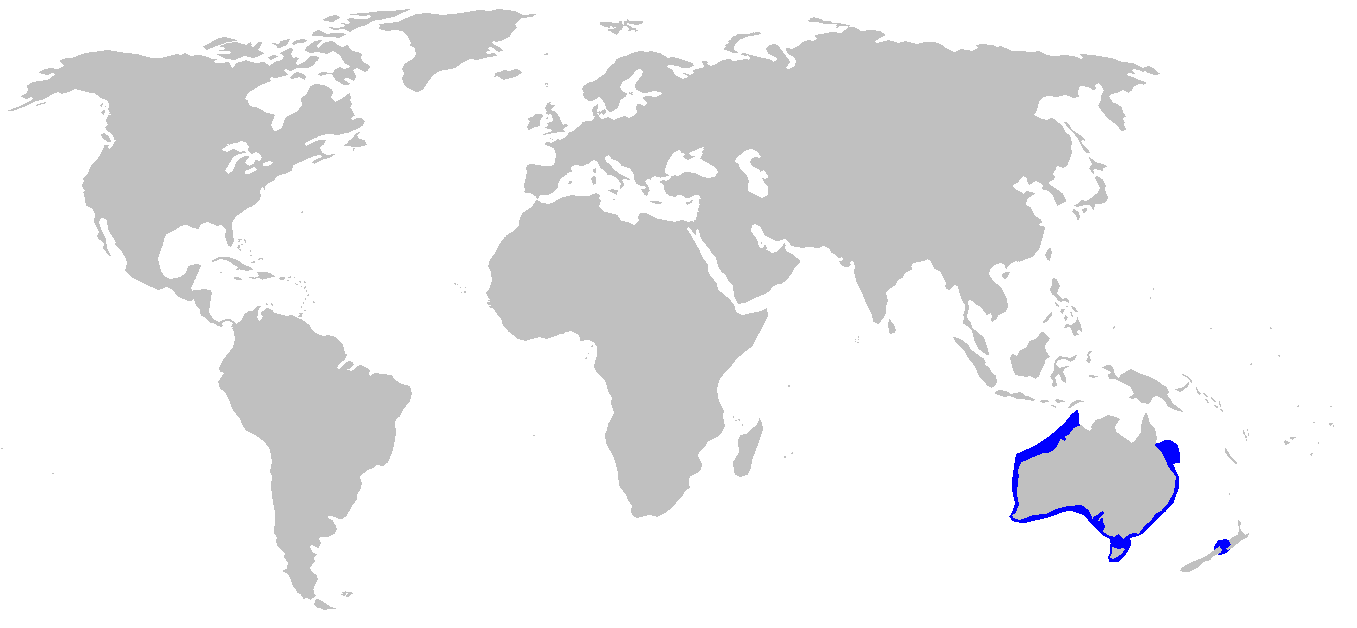
Verbreitungsgebiete des Port-Jackson-Stierkopfhais

Der Port-Jackson-Stierkopfhai ist im westlichen Südpazifik nahezu im gesamten Küstengebiet Australiens vom südlichen Queensland über New South Wales, Viktoria, Tasmanien sowie Süd- und Westaustralien sowie um Neuseeland verbreitet.